# Mosquée Goharshad (Machhad)

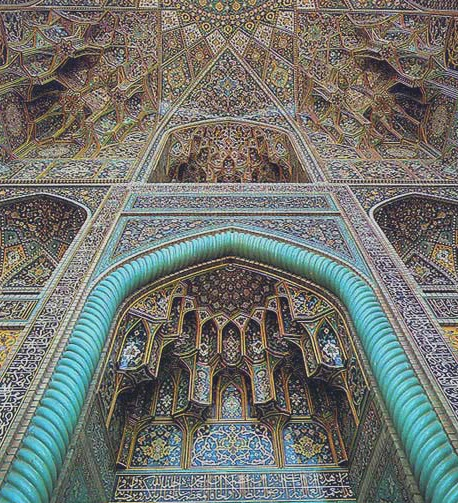
L'intérieur de la Mosquée Goharshad montre le superbe travail des artisans perses.

La Mosquée Goharshad est une mosquée célèbre de Machhad, capitale du Khorasan-e-razavi en Iran.

## Histoire
Elle a été construite en 1418 sur une commande de Goharshad, l'épouse de Shah Rukh, grand émir des Timourides, et les plans en ont été faits par Ghavameddin Shirazi.
La mosquée a subi quelques restaurations pendant la période safavide. Elle possède 4 iwans et une cour mesurant 50 × 55 mètres, ainsi que plusieurs shabestans.
Le dôme de la mosquée a été sévèrement endommagé en 1911 à cause de bombardements par les troupes russes.